# An Irish Goodbye
An Irish Goodbye è un cortometraggio del 2022 scritto, prodotto e diretto da Tom Berkeley e Ross White.
Il film è una commedia ambientata in una fattoria rurale di Glenmornan, un piccolo borgo nella parte occidentale della contea di Tyrone, nell'Irlanda del Nord.

## Trama
Turlough si allontana dal fratello Lorcan, affetto dalla sindrome di Down. Dopo la morte della madre, Grainne, a causa di una malattia, Turlough torna alla fattoria di famiglia da Londra per vendere la proprietà e portare Lorcan a vivere con la zia, ma quest'ultimo si rifiuta. Il prete locale, Padre O'Shea, produce una lista di cose da fare che la madre dei fratelli aveva scritto prima di morire, ma Turlough insiste che ormai è inutile. In seguito Turlough litiga con Lorcan per il desiderio di quest'ultimo di continuare a occuparsi della fattoria.
La mattina dopo, Turlough si prepara a portare via Lorcan, ma quest'ultimo si rifiuta di andarsene finché non avranno completato tutta la "lista di cose da fare" di Grainne, che è lunga 100 punti. Turlough accetta con riluttanza e i fratelli trascorrono il tempo con l'urna delle ceneri di Grainne, legando felicemente ancora una volta mentre "aiutano Grainne" a fare da modella per un dipinto, a volare con i palloncini e a fumare marijuana. Tuttavia, quando Lorcan rompe l'urna per soddisfare il 99° punto della lista, "paracadutismo", Turlough si arrabbia e insiste sul fatto che questo è il motivo per cui Lorcan non può essere affidato alla fattoria, e mette ufficialmente in vendita la proprietà.
Mentre Turlough si prepara a trasferire finalmente Lorcan, viene accolto da Padre O'Shea, che rivela con sorpresa di non aver mai dato a Lorcan la lista delle cose da fare. Turlough affronta Lorcan e, sebbene Lorcan si scusi per avergli mentito sulla lista, Turlough suggerisce invece di completare la lista realizzando il 100° punto, "andare nello spazio". I due mandano in aria le ceneri di Grainne con i fuochi d'artificio e, mentre si sdraiano accanto a un falò, Lorcan aggiunge un 101° punto alla lista: il desiderio che lui e Turlough tornino ad essere migliori amici e che Turlough lasci Londra per tornare ad aiutare la fattoria di famiglia. Turlough accetta di prendere in considerazione l'opzione.

## Riconoscimenti
- 2023 - Premio Oscar
  - Miglior cortometraggio[1][2].
- 2023 - BAFTA
  - Miglior cortometraggio[3].